# 彩陶

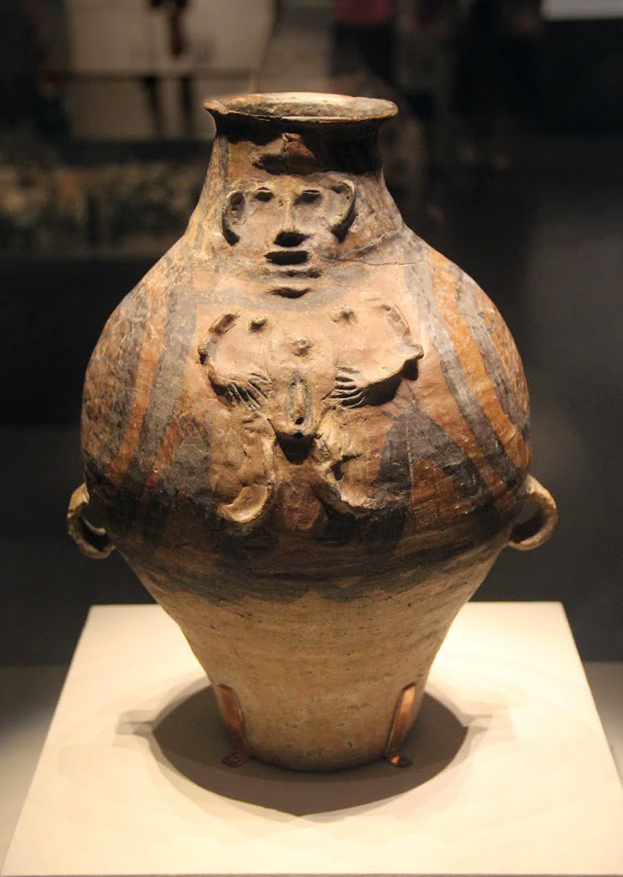
新石器时代马家窑文化彩陶贴塑人纹双系壶，为第三批禁止出境展览文物。

彩陶是陶器的一种，一般指古代带有彩绘花纹的陶器。在中国新石器时代的老官台文化、仰韶文化、马家窑文化、屈家岭文化、大汶口文化等文化和青铜时代的辛店文化等文化中都有发现。在陶胚的表面用黑、红色颜料画上有几何图形、花卉、动物纹样等花纹，烧成后，花纹附着器表，不易脱落。另有一种彩绘方式是陶器烧成後画形，彩易脱落，或称“烧后彩绘陶”。

## 仰韶文化彩陶
仰韶彩陶文化是中国发现最早的彩陶文化，发现于1921年。

## 马家窑文化彩陶
马家窑文化创造了辉煌的彩陶文化，达到了世界远古彩陶史的顶峰。在中国已知的彩陶文化中，马家窑文化的彩陶比例为最高。

## 欧洲彩陶
欧洲彩陶所用的锡釉实际上是因加入氧化锡而变成白色的不透明铅釉。在生产中，未施釉的制品先人窑烧成，然后蘸锡釉并令其干燥。装饰图案绘在釉上，釉衬托着图案并使其在高温二次烧成中得以保存下来。当时所用的绘画色彩仅限于能耐高温的几种，直至18世纪才使用微火釉上彩。

## 图集

### 彩陶

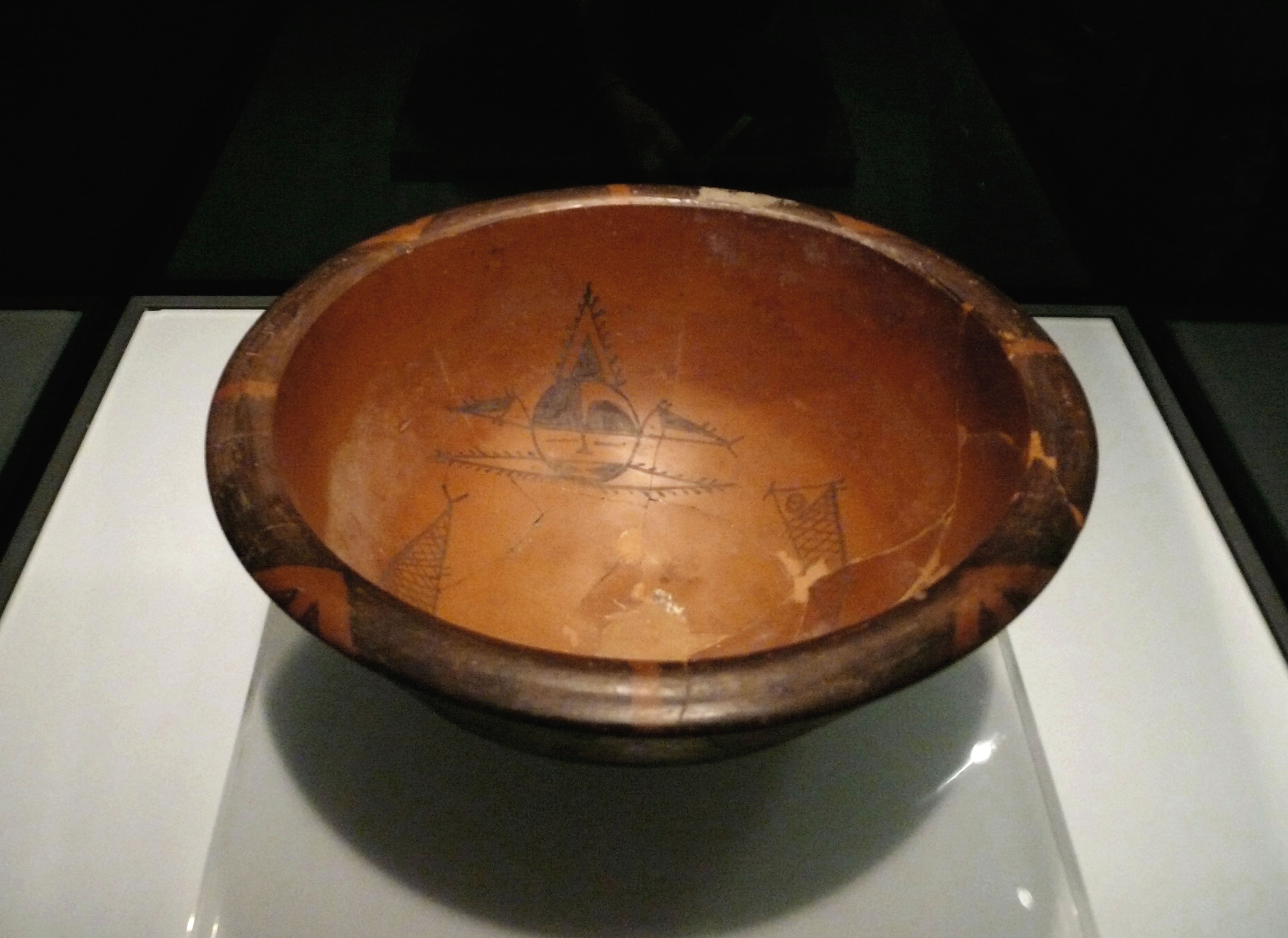
仰韶文化半坡遗址出土的彩陶人面鱼纹盆
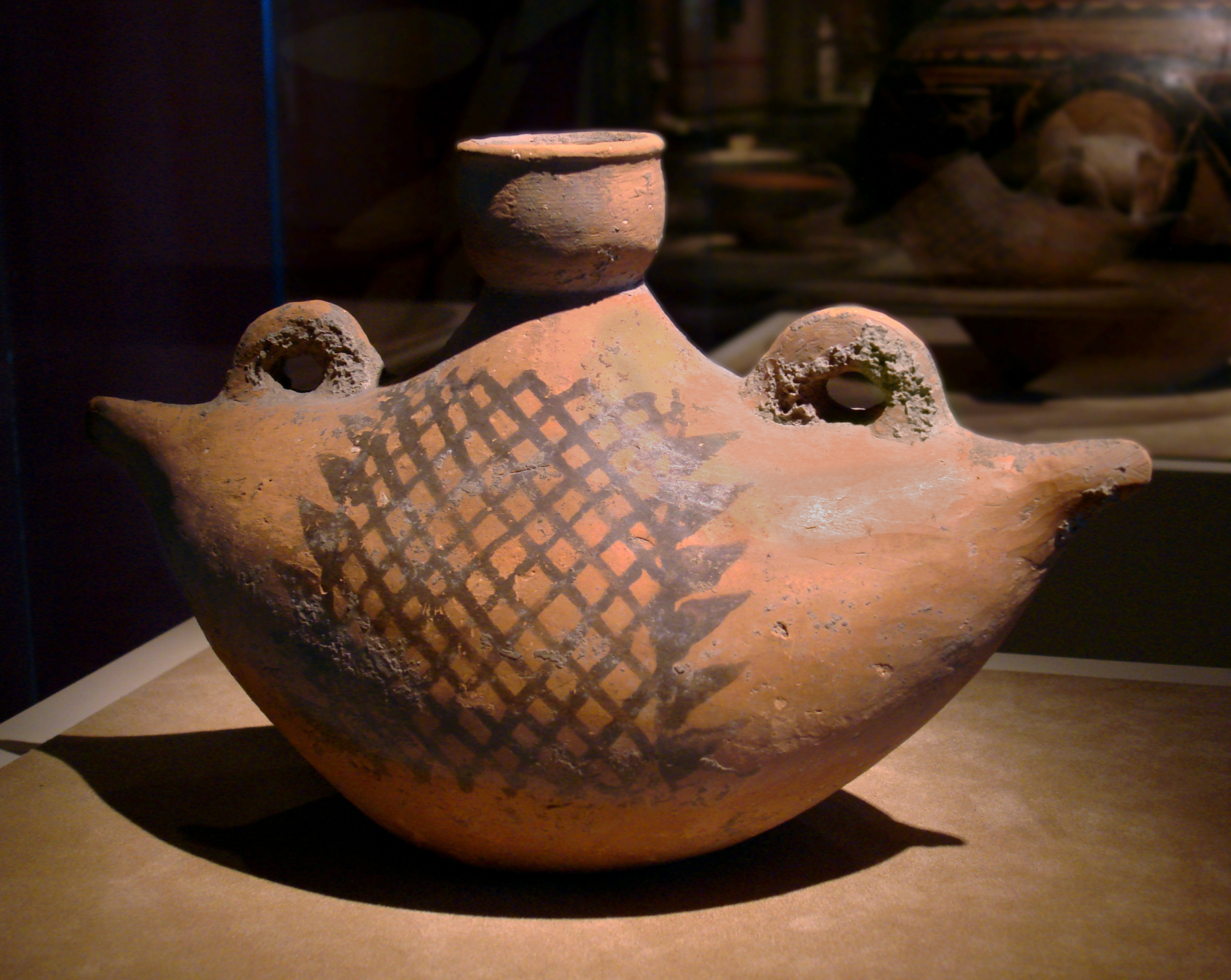
仰韶文化彩陶网纹船形壶
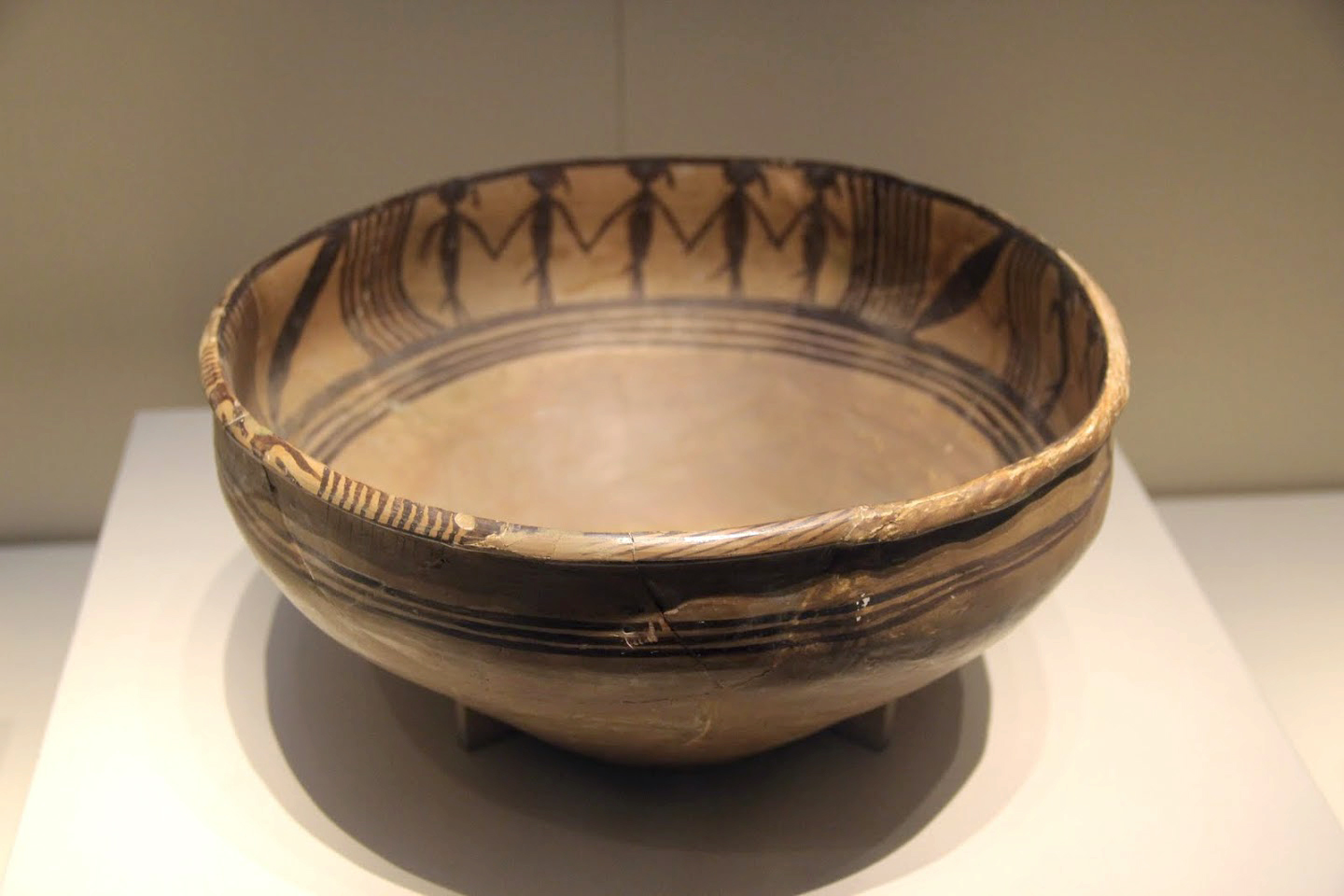
马家窑文化彩陶舞蹈纹盆
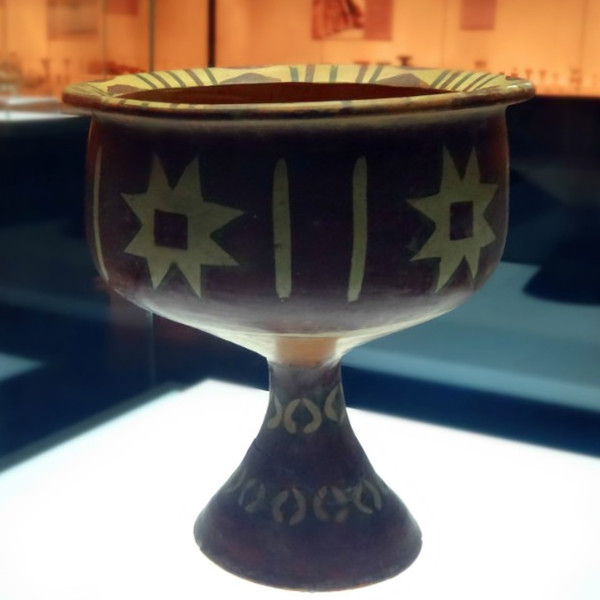
大汶口文化彩陶八角星纹豆

### 彩绘陶

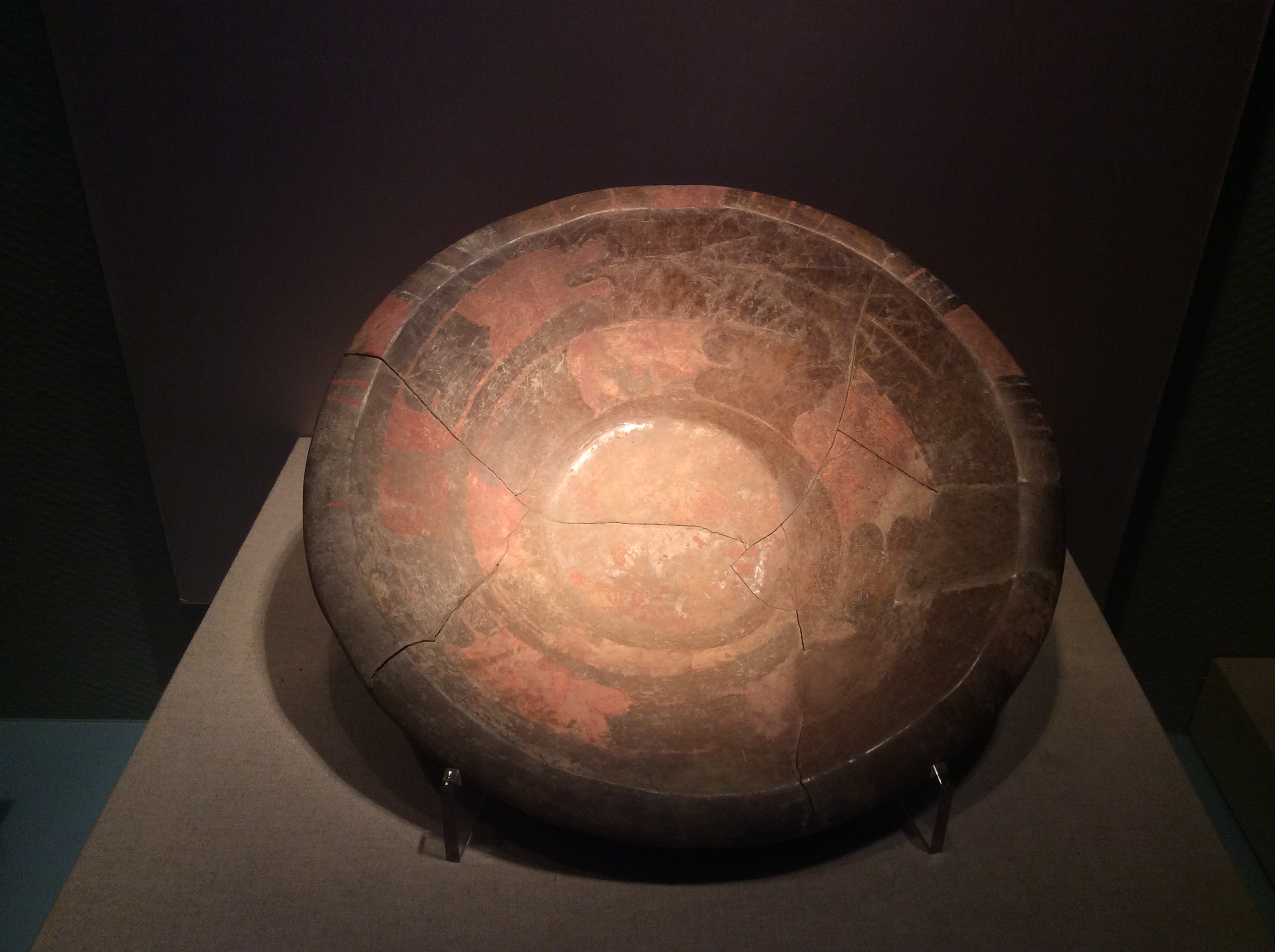
龙山文化彩绘蟠龙纹陶盘
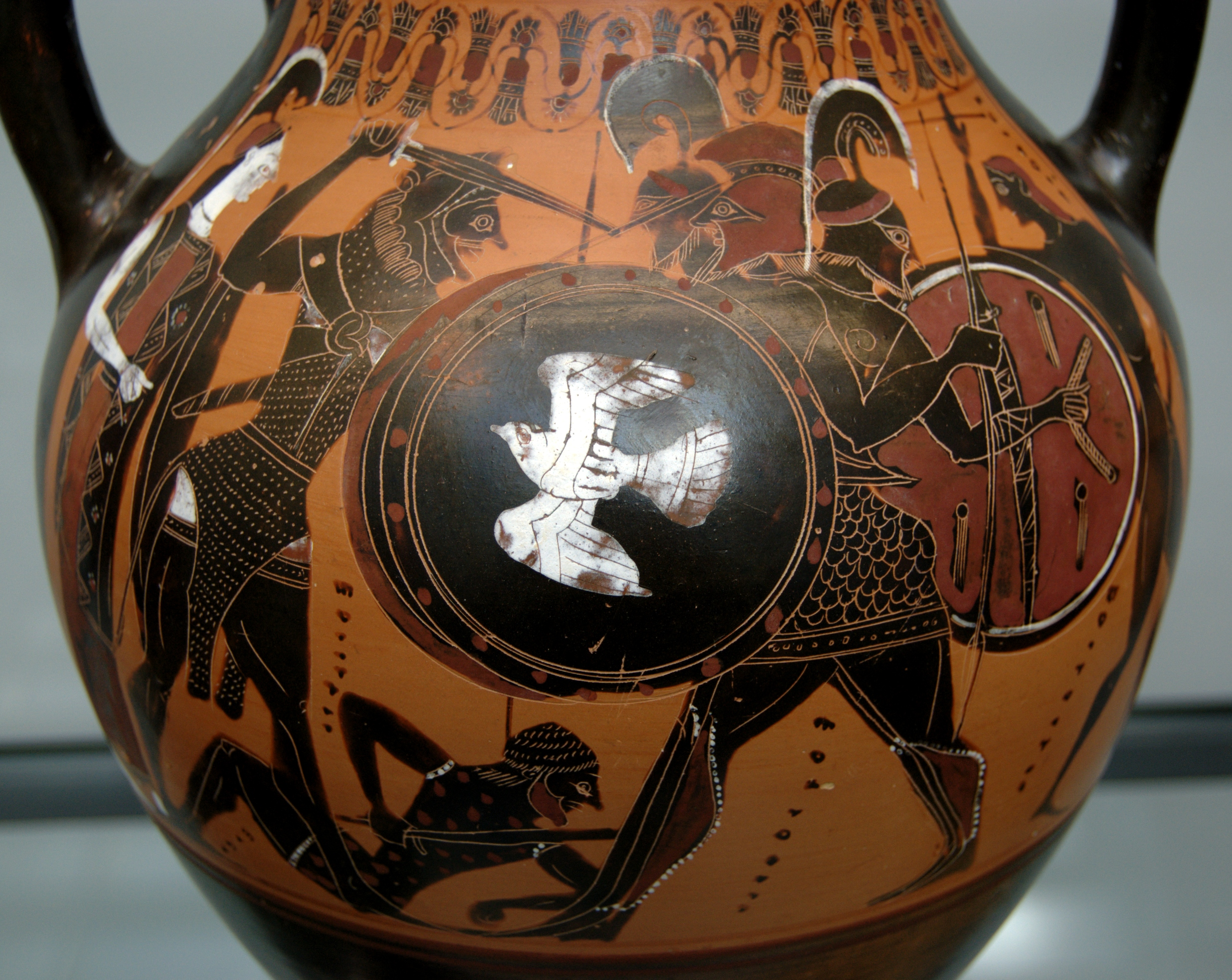
黑彩陶器
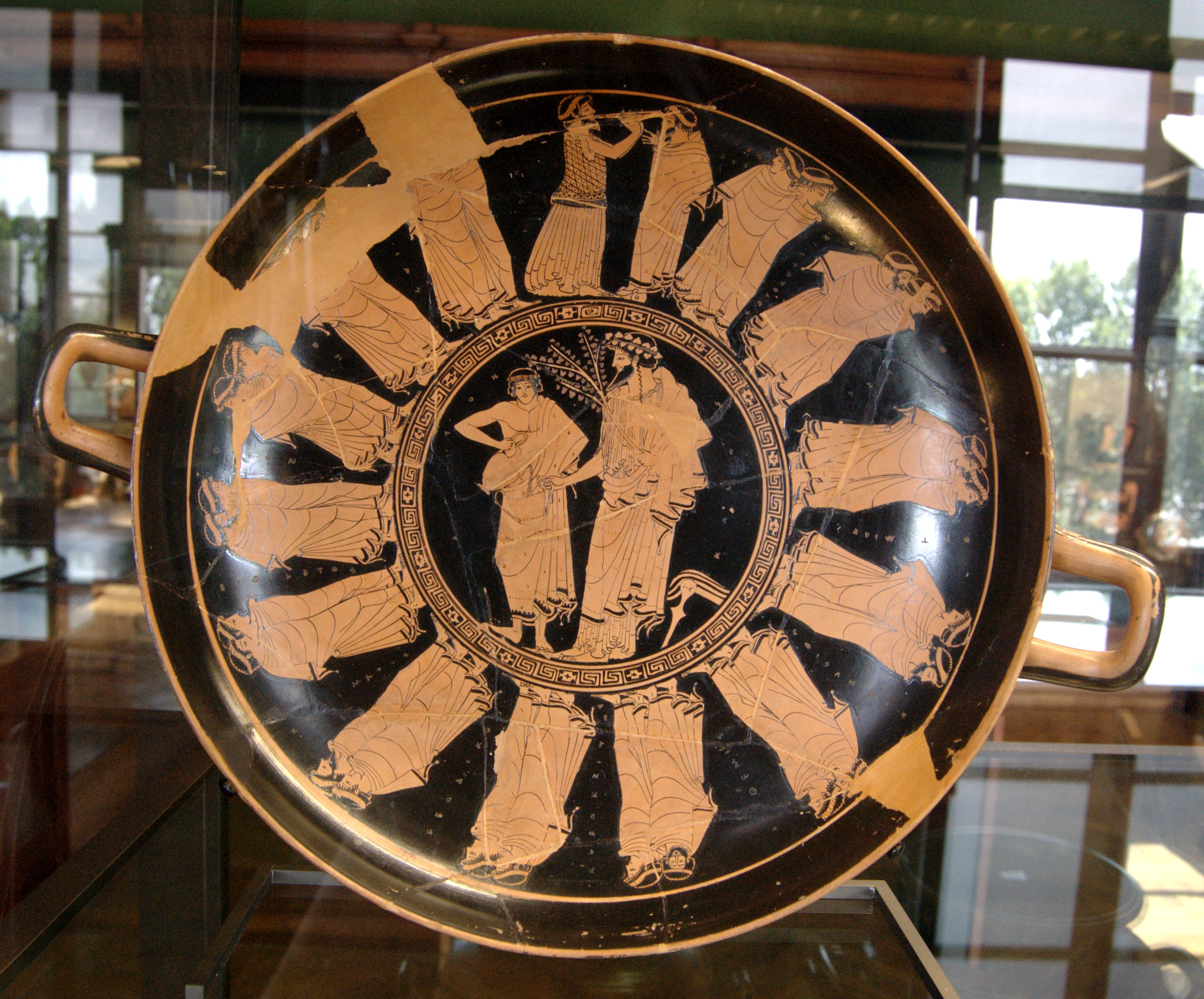
红彩陶器